# Callistola
Callistola là một chi bọ cánh cứng trong họ Chrysomelidae.
Chi này được Dejean miêu tả khoa học năm 1837.

## Các loài
Các loài trong chi này gồm:
- Callistola angusta Gressitt, 1957
- Callistola attenutata Gressitt, 1963
- Callistola bella Gressitt, 1960
- Callistola boisduvali (Weise, 1908)
- Callistola bomberiana Gressitt, 1963
- Callistola bruijnii (Gestro, 1885)
- Callistola corporaali (Uhmann, 1932)
- Callistola cyclops Gressitt, 1963
- Callistola devastator Gressitt, 1960
- Callistola dilutipes (Weise, 1905)
- Callistola dimidiata Gressitt, 1960
- Callistola elegans Gressitt, 1960
- Callistola esakii (Chûjô, 1943)
- Callistola fasciata (Weise, 1905)
- Callistola fordi Gressitt, 1957
- Callistola freycinetella Gressitt, 1963
- Callistola freycinetiae Gressitt, 1957
- Callistola grossa (Maulik, 1936)
- Callistola maai Gressitt, 1960
- Callistola major Gressitt, 1957
- Callistola margaretae Gressitt, 1963
- Callistola masoni Gressitt, 1960
- Callistola melselaari Gressitt, 1960
- Callistola misolensis (Spaeth, 1936)
- Callistola montana Gressitt, 1960
- Callistola omalleyi Gressitt, 1960
- Callistola pandenella Gressitt, 1960
- Callistola papuensis Gressitt, 1957
- Callistola pulchra Gressitt, 1957
- Callistola puncticollis (Spaeth, 1936)
- Callistola ruficollis (Spaeth, 1936)
- Callistola sedlacekana Gressitt, 1963
- Callistola spaethi (Chûjô, 1943)
- Callistola spaethi (Chûjô, 1943)
- Callistola speciosa (Boisduval, 1835)
- Callistola subvirida Gressitt, 1963
- Callistola swartensis Gressitt, 1960
- Callistola szentwanyi Gressitt, 1960
- Callistola tricolor Gressitt, 1963
- Callistola tripartita (Fairmaire, 1883)
- Callistola uhmanni Gressitt, 1960
- Callistola varicolor Gressitt, 1957
- Callistola wrighti Gressitt, 1960
- Callistola zonalis Gressitt, 1960